# 1396
1396 (MCCCXCVI) fue un año bisiesto comenzado en sábado del calendario juliano, en vigor en aquella fecha.

## Acontecimientos
- Batalla de Nicópolis
- Las tropas del sultán otomano Beyazid I saquean Constantinopla.
- Portugal inicia una invasión del reino de Castilla con un ataque a Badajoz.
- Matrimonio de Juan de Gante con Catalina de Roet-Swynford.
- Fin del Segundo Imperio Búlgaro cuyo territorio pasa a estar controlado por los otomanos.
- Enrique III concede a Diego López de Zúñiga los señoríos de Béjar y de Castella.
- Ricardo II de Inglaterra firma una tregua con Francia.
- Martín I de Aragón se desplaza a Perpiñán debido a una nueva epidemia de peste que afecta fuertemente a Barcelona.
- Paz entre la Corona de Aragón y Túnez.

## Nacimientos
- Ambrosius Traversarius, monje, teólogo y humanista.
- Alfonso V, rey de Aragón.
- Muhammed IX de Granada.
- Felipe III de Borgoña, duque.
- Guillermo de la Pole, duque de Suffolk.

## Fallecimientos
- Juan I de Aragón.
- Juan Fernández de Heredia.
- Juan Alonso Pérez de Guzmán y Osorio.